# Élection présidentielle nigérienne de 1965
L'élection présidentielle nigérienne de 1965 a lieu le 30 septembre 1965 afin d'élire le président de la République du Niger.
Depuis son indépendance en 1960, le Niger est un régime à parti unique avec le PPN-RDA comme seul parti autorisé. Son chef, le président sortant Hamani Diori et seul candidat, est réélu président de la République par 99,90 % des suffrages exprimés et 98,44 % des votants.
Il s'agit de la première élection du président de la République au suffrage universel. Le 9 novembre 1960, Hamani Diori avait été élu président par l'Assemblée nationale.

## Système électoral
Le président de la république du Niger est élu au suffrage universel pour un mandat de cinq ans. Le président doit avoir quarante et un ans révolus. Est élu le candidat ayant recueilli la majorité absolue des suffrages exprimés au premier tour. À défaut, un second tour est organisé deux semaines plus tard. cette fois à la majorité relative.

## Résultats
|                          | Hamani Diori             | PPN-RDA                  | 1 678 912 | 100   |  |  |
|                          |                          |                          |           |       |  |  |
| Votes valides            | Votes valides            | Votes valides            | 1 678 912 | 99,90 |  |  |
| Votes blancs et nuls     | Votes blancs et nuls     | Votes blancs et nuls     | 1 658     | 0,10  |  |  |
| Total                    | Total                    | Total                    | 1 680 570 | 100   |  |  |
| Abstention               | Abstention               | Abstention               | 26 474    | 1,55  |  |  |
| Inscrits / participation | Inscrits / participation | Inscrits / participation | 1 707 044 | 98,45 |  |  |